# Cyan Worlds
Cyan Worlds（サイアン・ワールズ、英語: Cyan Worlds, Inc.）はアメリカ合衆国のコンピュータゲーム開発会社。Cyan（サイアン）としても知られる。1987年にランド・ミラーとロビン・ミラー兄弟によって Cyan Production（サイアン・プロダクション）として設立された。代表作に『Myst』シリーズがある。
『Myst』は1993年にリリースされて以来、数年間ベストセラーを維持し続けたゲームソフトであり、『Riven』や『Myst Online』などのいくつかの続編を生み出した。Myst以前には『The Manhole』（ザ・マンホール）などの子ども向けゲームソフトを開発していた。2016年にはKickstarterで資金を調達して『Obduction』（オブダクション）を開発・リリースした。

## 歴史
ランドは中学生の頃からゲームをプログラミングしていた。一方、ロビンは高校で音楽と美術を学んでいた。Macintosh HyperCard開発プログラムで2人は自分たちの才能を組み合わせることができる共通の基盤を見つけ、1987年にワシントン州の自宅で創業した。社名は活動範囲を決めてしまうような名前を避け、単に短くて覚えやすいという理由で、英語で藍色（シアン）を意味する「Cyan」（サイアン）と名付けられた。Cyanはもともと子ども向けのアドベンチャーゲームを製作していた。その初期のタイトルは子ども向けの風変わりなファンタジーアドベンチャーであった。
1993年、Cyanはそれまで製作してきたゲームとは異なる、より上の年齢層を対象とした3Dプリレンダリングのアドベンチャーゲーム『Myst』で一躍世界的な名声を手に入れた。MystはCD-ROMドライブが主流になりつつあった頃のCD-ROMゲームの先駆けであった。Mystは600万本以上を販売し、2002年にシムピープルに追い越されるまでは販売数最多のPCゲームソフトであった。
Mystによる収入でCyanはより広いオフィスへ移転した。同時期にMystの世界観で3部作の小説が執筆された。1997年にMystの続編『Riven』がリリースされた。Rivenをリリースした後、ロビンは他の興味を追ってCyanから退くことを決意し、主に自主制作映画に取り組むようになった。
その後の8年間、Cyanの内外からMystシリーズの続編が次々に登場した。版権がブローダーバンドからマテル、そしてユービーアイソフトに移されていった中、CyanはMystの世界観を継承しつつも直接の続編ではないオンラインゲームを開発していた。この頃、Cyanは社名を「Cyan Worlds」に変更した。新しいリアルタイム3Dエンジンのテストの一環で、Cyanは2000年に『realMyst』をリリースした。これは、オリジナルのMystを完全に作り直したものであった。それと同時にPresto Studioによってシリーズの新作『Myst III: Exile』が開発され、2001年にユービーアイソフトから発売された。
2003年、Cyanはオンラインアドベンチャーの『Uru』、『Mudpie』、『Parable』、『Myst Online』を発表した。発売元であるユービーアイソフトの要求に応じて、シングルプレイヤー部分とマルチプレイヤー部分に分割された。シングルプレイヤー部分は『Uru: Ages Beyond Myst』として同年後半にリリースされた。マルチプレイヤー部分の『Uru Live』は短期のベータテストが行われたが、正式リリース前に開発が中止された。
2004年、Cyanは2つのUru拡張パックをリリースした。これには、元々マルチプレイヤー部分のために用意したコンテンツが含まれていた。同年、ユービーアイソフトは『Myst IV: Revelation』を開発・リリースした。これは、MystシリーズでCyanが関与していない2つ目の作品に当たる。翌年、CyanはMystシリーズの最終章『Myst V: End of Ages』を開発した。Myst Vの開発を終えた直後、会社は資金難のためにほとんどの従業員を解雇したが、ターナー・ブロードキャスティングと交渉した後にほぼ全員を再雇用した。
2006年、ランドはターナー・ブロードキャスティングが運営するサービス「GameTap」のホストサーバーと資金でUru Liveを復活させる計画を発表した。Cyanの従業員は再雇用され、Uruの新コンテンツの制作が始まった。これは数ヶ月のオープンベータテストを経て、2007年2月17日に『Myst Online: Uru Live』として公式にリリースされた。しかし、2008年2月4日にGameTapはサービスの終了を発表し、2008年4月10日を以てサーバーの運用を終了した。CyanはUruの権利を再取得したが、もはやゲームの開発を続ける資金がなかったため、代わりにサーバー、クライアント、ツールをオープンソースで公開することで、その使用者が制作したコンテンツ（UGC）に頼ってゲームを拡張することにした。2010年2月、Cyanは全ての「時代」にアクセスできる新しい『Myst Online: Uru Live』サーバーを立ち上げ、クライアントソフトを無料で公開し、寄付の受け付けを開始した。
2013年10月17日、ランドはMystやRivenの特徴を受け継いだ新しいゲーム『Obduction』を開発すると発表した。これはKickstarterで130万ドルの支援を受けて開発され、2016年8月24日に正式にリリースされた。
2018年4月9日、オリジナル版Mystの25周年記念として、CyanはKickstarterを介してExileとRevelationの法的権利を取得し、UruおよびrealMyst：Masterpiece Editionを含むシリーズ全作をDVD-ROM媒体およびGOG.comとSteamのデジタル配信で再リリースする計画を発表した。 また、Cyanはシリーズ全作を最新のWindowsオペレーティングシステムに完全対応するため、GOG.comと協力した。ExileやRevelation、シリーズ作品の新バージョンは2018年にGOG.comとSteamでリリースされた。

## ゲームタイトル一覧
Cyanのほとんどのタイトル（MystシリーズとUruシリーズ）は、接続書 (Linking books) を記述する能力を持つドニ (D'ni) と呼ばれる民族の物語である。接続書は使用者を他の世界へとテレポートさせ、著者の想像力によってのみ制限される。これらの世界は時代 (Ages) と称される。Cyanのゲームは難解なプロットや精巧なグラフィック、没入感あるサウンドで知られる。
- The Manhole（1988年）
- Cosmic Osmo and the Worlds Beyond the Mackerel（1989年）
- Spelunx and the Caves of Mr. Seudo（1991年）
- Myst（1993年）
- Riven（1997年）
- realMyst（2000年）
- Uru: Ages Beyond Myst（2003年）
- Uru: To D'ni（2004年）
- Uru: The Path of the Shell（2004年）
- Untìl Uru（2004 年）
- Myst V: End of Ages（2005年）
- Myst Online: Uru Live（2007年）
- Cosmic Osmo's Hex Isle（2007年）
- Myst for iPhone and iPod Touch（2009年）
- MagiQuest Online（2010年）
- The Manhole: Masterpiece Edition for iOS（2010年）
- Riven for iPhone and iPod Touch（2010年）
- Stoneship for iPhone, iPod Touch, and iPad（2010年）
- Bug Chucker for iPhone, iPod Touch, iPad, and Android（2011年）
- realMyst for iOS（2012年）
- Riven for iPad（2013年）
- realMyst: Masterpiece Edition（2014年）
- Obduction（2016年）
- Firmament